# 라트비아 제1공화국
라트비아 제1공화국(라트비아어: Latvijas Republika)은 1918년 독립 당시부터 1940년 소련에 편입되기 전까지 라트비아에 존재했던 공화국이다. 